# Villa Spinelli di Scalea
Villa Spinelli di Scalea è un edificio di valore storico e artistico di Napoli; fa parte delle ville vesuviane del Miglio d'oro ed è ubicata nella zona orientale della città, a Barra, precisamente al civico 165 di corso Sirena.
Il complesso in questione è un bell'esempio di costruito del XVIII secolo. Da menzionare soprattutto la sua architettura paesaggistica, ergo, il vasto giardino all'inglese della prima metà del XIX secolo, ove si innalza un villino coevo.
In alcune sale del piano nobile dovrebbero sopravvivere dei soffitti dipinti a tempera dal pittore locale Raffaele Iodice negli anni '20 del secolo scorso.